# Amyipunga
Amyipunga is een kevergeslacht uit de familie van de boktorren (Cerambycidae). De wetenschappelijke naam van het geslacht werd voor het eerst geldig gepubliceerd in 2011 door Martins & Galileo.

## Soorten
Amyipunga omvat de volgende soorten:
- Amyipunga armaticollis (Zajciw, 1964)
- Amyipunga barbarae Schmid, 2011
- Amyipunga canescens (Martins & Galileo, 2005)
- Amyipunga moritzii (Thomson, 1861)